# Louis Lortal
Pour les articles homonymes, voir Lortal.
Louis Joseph Bruno Lortal est un homme politique français né le 8 avril 1802 à Villefranche-de-Rouergue (Aveyron) et mort le 28 janvier 1888 dans la même ville. Avoué de profession, il est maire de Villefranche-de-Rouergue de 1866 à 1869 et député de l'Aveyron de 1871 à 1876. Son père, François Lortal, est député de la Convention nationale.

## Biographie
Louis Joseph Bruno Lortal nait le 8 avril 1802 à Villefranche-de-Rouergue. Son père, François Lortal, est juriste et procureur-syndic de l'Aveyron avant d'être élu député en 1791. 
Il suit des études en lettres puis en droit, et devient avoué à Villefranche-de-Rouergue en 1838. Nommé adjoint au maire de la ville le 14 juillet 1852, il en est nommé maire le 3 mars 1866,. Il est démis de ses fonctions par décret, le 6 août 1869, pour ne pas avoir fait loger chez l'habitant des militaires.
Il est élu député de l'Aveyron lors des élections de 1871 et siège à droite, avec les monarchistes. Il vote notamment contre l'amendement Wallon et les lois constitutionnelles et pour la loi des maires. Il meurt le 28 janvier 1888 à Villefranche-de-Rouergue.

## Sources
- « Louis Lortal », dans Adolphe Robert et Gaston Cougny, Dictionnaire des parlementaires français, Edgar Bourloton, 1889-1891 [détail de l’édition]